# Океанприбор
Океанприбор — российский приборостроительный концерн. Основным направлением деятельности концерна является создание гидроакустической техники для Военно-морского флота РФ.

## История
Научно-производственное объединение «Океанприбор» было создано в 1973 году. Помимо головного ЦНИИ «Морфизприбор» в него также вошли предприятия «Водтрансприбор» (г. Ленинград), «Ладога» (г. Кировск) и строящийся завод «Полярная звезда» (г. Северодвинск).
С марта 2006 г. в соответствии с Указом Президента РФ от 03.02.2004 г. № 132, в целях сохранения и концентрации научно-технологического и производственного потенциала предприятий гидроакустического направления и его эффективного использования для реализации программ создания гидроакустических систем и комплексов, федеральное государственное унитарное предприятие «ЦНИИ „Морфизприбор“» преобразовано в открытое акционерное общество «Концерн „Океанприбор“».
С 1 апреля 2020 года Указом Президента Российской Федерации № 235 «в целях совершенствования системы управления организациями морского приборостроения, сохранения и развития их научно-производственного потенциала» вошёл в состав Акционерного общества «Корпорация морского приборостроения».

## Состав
В состав концерна входят несколько приборостроительных гидроакустических предприятий отрасли:
- АО «Концерн „Океанприбор“» (г. Санкт-Петербург) — бывший ФГУП «ЦНИИ „Морфизприбор“»
  - Кировский филиал «Океанприбор» (г. Кировск, Ленинградская область) — бывший завод «Ладога»
  - Карельский филиал «Океанприбор» (п. Ласанен, республика Карелия)
- АО «Северный Рейд» (г. Северодвинск) — бывший завод «Полярная звезда»
- АО «Водтрансприбор-Пуск» (г. Санкт-Петербург)
- АО «Таганрогский завод „Прибой“» (г. Таганрог)
- АО «Научно-исследовательский институт „Бриз“» (г. Санкт-Петербург)
- АО «Производственный комплекс „Ахтуба“» (г. Волгоград)
- АО «Научно-исследовательский институт гидросвязи „Штиль“» (г. Волгоград)
- АО «Научно-производственное предприятие „Радуга“» (г. Санкт-Петербург)
- АО «Водтрансприбор» (г. Санкт-Петербург).

## Продукция
- Многофункциональные комплексы, системы и станции для подводных лодок и надводных кораблей, в том числе гидроакустические (ГА) комплексы для подводных лодок (ПЛ), низкочастотные пассивные гидроакустические станции для ПЛ, гидроакустические комплексы и пассивные ГА станции для надводных кораблей, ГА станция обнаружения подводных пловцов, измерители скорости звука в воде, аппаратура классификации целей, гибкие протяженные буксируемые излучающие антенны.
- Поисковые, гидрографические, исследовательские комплексы и приборы, в том числе мобильные комплексы мониторинга поверхности дна, многолучевые, многоканальные и промерные лоцманские эхолоты, гидрографические ЛЧМ-профилографы, гидролокаторы бокового обзора и гидролокаторы для обитаемых подводных аппаратов.
- Испытательные и контрольно-измерительные средства и методы, такие как мобильный комплекс калибровки ГА антенн, измерительные излучатели и гидрофоны.
- Гидроакустические средства и станции связи, в частности, ГА станция связи и пеленгования и автономный ГА маяк-ответчик.
- Оборудование для нефтегазовой, химической и других отраслей промышленности: акустическое оборудование для интенсификации нефтедобычи «Антивязкость», ультразвуковые уровнемеры[4].

В 2015 году на базе Таганрогского завода «Прибой», в рамках совместного проекта Минобрнауки РФ и концерна «Океанприбор» в сотрудничестве с НКТБ «Пьезоприбор» Южного федерального университета было создано промышленное производство пьезокерамических материалов. Созданные пьезокерамические элементы применяются при производстве антенн гидроакустических станций для подводных и надводных судов Военно-морского флота России. Кроме морского транспорта, изделия примененяются в атомной энергетике, авиационной промышленности, автомобилестроении и медицине.

## Разработки гражданской продукции
В рамках ОКР «Геленаполненная коса» создан действующий образец системы с буксируемой сейсмокосой длиной 8 км. Система разработана для поиска полезных ископаемых на шельфе Арктики. Данная коса состоит из секций по 100 метров и буксируется за сейсмическим судном. Длина косы может достигать 12 км. Коса является приемником для сигнала, который создают пневмоисточники (пневмопушки), также буксируемые за судном. Они создают источник сейсмического сигнала, который после отражения в земной коре регистрируется датчиками, размещенными в сейсмокосе. Были проведены испытания системы в натурных условиях с двух НИС ОАО «МАГЭ» в Печорском море и опытная отработка в районе Штокмановского месторождения, и на других объектах в Баренцевом и Карском морях. Ранее собственное производство сейсмокос в России отсутствовало.
Изделие «Матрица» — комплекс средств для поиска объектов на дне и исследования рельефа и структуры дна. Разработано также по заказу Минпромторга. Особенность этого комплекса — совместная работа нескольких гидроакустических систем: буксируемого двухчастотного гидролокатора, многолучевого эхолота, системы позиционирования и телеуправляемого робота с видеокамерой, которые связаны с помощью единого программного обеспечения. Такой подход позволяет производить планирование поиска, удержание судна на выбранном маршруте, получение информации и обработку полученных записей в режиме реального времени. Результатом работы «Матрицы» является трехмерная карта дна, позволяющая обнаруживать различные объекты, например, затонувшие суда, самолёты, трубопроводы, контейнеры и многие другие.

## Научно-техническая информация
АО «Концерн „Океанприбор“», как правопреемник ФГУП ЦНИИ «Морфизприбор», с 1993 г. издает научно-технический сборник «Гидроакустика». С 2010 г. сборник входит в перечень ведущих рецензируемых научных журналов и изданий ВАК.

## Санкции
15 марта 2019 года, «в связи с продолжающейся агрессией в Украине», Океанприбор  был включён в санкционный список США. 23 февраля 2024 года концерн включён в санкционный список Канады. Также концерн находится под санкциями Украины и Швейцарии.